# Hexenkopf
Hexenkopf är ett berg i Österrike. Det ligger i distriktet Landeck och förbundslandet Tyrolen, i den västra delen av landet. Toppen på Hexenkopf är 3 035 meter över havet, eller 380 meter över den omgivande terrängen.
Hexenkopf är den högsta toppen i trakten (cirka 10 km radie).
I omgivningarna runt Hexenkopf förekommer i huvudsak kala bergstoppar och alpin tundra.